# Izstrelek Enzian
Enzian je bila nemška vodena raketa zemlja-zrak druge svetovne vojne.

## Začetki proizvodnje
Raketa je nastala v prvi polovici leta 1943 v tovarni Messerschmitt, njen izumitelj pa je bil Hermann Wurster. Prvotno se je raketa imenovala Flak Rakete FR-1, kasneje, ko so jo predelali in izpopolnili, pa so ji nadeli ime po gorski cvetlici. Raketa naj bi bila hitra in naj bi dosegala velike višine, izstreljevana bi bila iz premičnih izstrelišč, do cilja pa vodena ročno s pomočjo radijskih valov in kasneje infrardečih senzorjev. Namenjena je bila predvsem za boj proti zavezniškim strateškim bombnikom. Prvi testi so se začeli v maju 1944, v začetku leta 1945 pa so opustili nadaljnji razvoj.

## Opis
Raketa je bila na videz podobna majhnemu letalu na raketni pogon. Malce je spominjala na drug izdelek tovarne Messerschmitt, letalo Me-163 Komet. Imela je aerodinamičen trup in nanj nameščeni puščični krili z razponom skoraj štiri m ter navpičnima repnima stabilizatorjema, ki sta segala nad in pod trup. Večinoma je bila raketa izdelana iz termično obdelanega lesa. V nosu rakete je bila bojna glava s konico v kateri je bila vgrajen infra-rdeč senzor za vodenje rakete do cilja. Bojna glava je vsebovala tudi bližinski vžigalnik, ki bi detoniral bojno glavo v bližini bombnikov, velika količina eksploziva pa bi bila učinkovita do 45 metrov. Za pogon rakete je skrbelo več različnih motorjev na različna goriva. Začetne prototipe so poganjali Waltherjevi motorji na tekoča goriva, kasneje so jih zamenjali motorji na trdna in tekoča goriva istega proizvajalca, zadnje različice pa so testirali s Konradovimi motorji na trdna goriva.

## Izpeljanke
- Enzian E.1
- Enzian E.2
- Enzian E.3
- Enzian E.4

Do konca vojne so izdelali 60 raket vseh izpeljank, od katerih jih je bilo 38 tudi preizkušenih, ostale pa so konec vojne dočakale na raznih testnih poligonih po Evropi. Raketa ni nikoli prešla v produkcijsko fazo in je niso nikoli uporabili v bojnih enotah.